# Claes-Göran Holmberg
Claes-Göran ”Classe” Åke Holmberg, född 2 oktober 1946 i Jönköping, död 21 april 2022 i Lund, var en svensk litteraturvetare.
Holmberg var verksam inom universitetsvärlden från och med början av 1970-talet, bland annat som amanuens, lektor och docent i litteraturvetenskap vid Lunds universitet. Han disputerade år 1987 med avhandlingen Upprorets tradition: den unglitterära tidskriften i Sverige. Några av de ämnesområden han behandlade, utöver litterära tidskrifter, var svensk litteraturhistoria, pressvetenskap och samtida amerikansk litteratur. Holmberg var även verksam som kulturskribent och recensent i flera tidningar, däribland Aftonbladet och Expressen, samt som redaktör för Tidskrift för litteraturvetenskap.